# Костянтинівський мис
44°37′40″ пн. ш. 33°30′46″ сх. д. / 44.62778° пн. ш. 33.51278° сх. д.
Костянтинівський мис (крим. Kostântınivskıy) — найпівнічніший вхідний мис Севастопольської бухти. У 1970-х роках мис був штучно продовжений молом довжиною 275 метрів, що захищає акваторію бухти від хвиль. Названий по імені розташованого на ньому Костянтинівського форту. Бухта, наступна за мисом (убік Інкермана), теж називається Костянтинівською.
При заснуванні Севастополя на цьому мисі була споруджена земляна артилерійська батарея, названа на честь онука Катерини II Костянтина — Костянтинівською. У середині XIX століття на місці земляної була побудована кам'яна двох'ярусна казематна артилерійська батарея на 94 гармати у формі підкови. Спочатку мис називався мисом Костянтинівській Батареї і тільки згодом назва трансформувалася до сучасної короткої форми.